# Mathías Brivio
Mathías Enrique Brivio Grill (Lima, 12 de abril de 1976) es un presentador de televisión, locutor y periodista peruano.

## Biografía

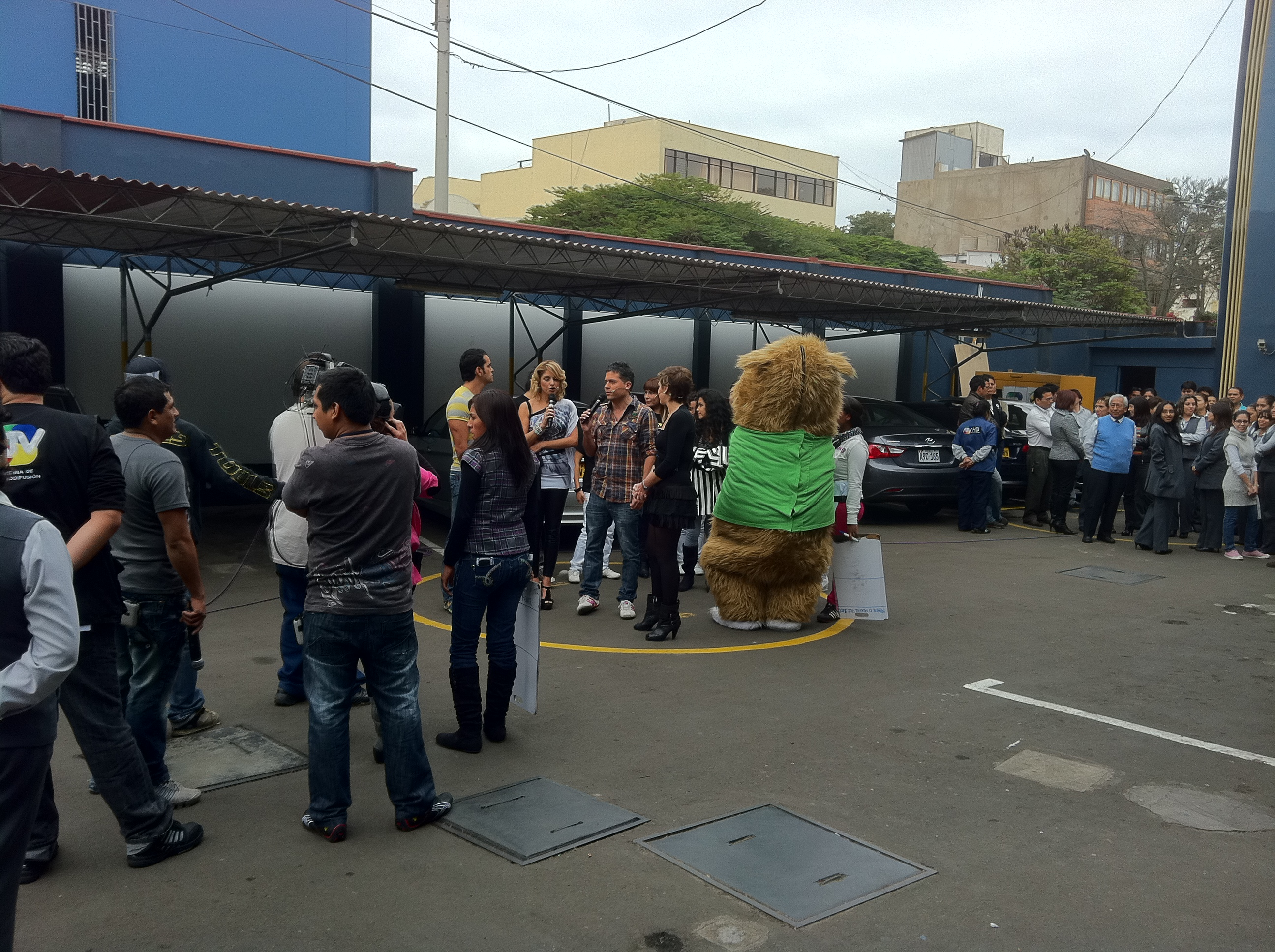
Mathías Brivio durante la grabación de Hola a todos

Mathias Brivio nació en Lima, es hijo de Enrique Brivio Scotto y Marcia Grill. Estudió en el colegio Carmelitas y posteriormente en la Universidad de Lima.
Entre 1999 y 2005, Brivio se inició como periodista en América noticias, se encargó de hacer notas vía microondas para Primera edición y posteriormente fue reportero de los programas La revista dominical, Fin de semana, Tiempo nuevo y Cuarto poder.
Entre 2001 y 2002, condujo el bloque de la cocina del noticiero matutino América hoy, junto a Fiorella Rodríguez, y el programa matinal Utilísima en América Televisión.
Entre 2009 y 2011, condujo el programa matinal Hola a todos en ATV.
Entre 2010 y 2011, fue reportero de Día D en ATV.
En 2012, empezó a conducir el programa Dos para las 7 junto a Johanna San Miguel, que a los pocos meses pasó a llamarse Esto es guerra, programa de telerrealidad juvenil por América Televisión.
Brivio dejó América Televisión para ingresar a Estrella TV, canal para la comunidad hispana en Estados Unidos.
Regresó a Perú a los pocos meses, para seguir conduciendo el programa Esto es guerra, transmitido por América Televisión, que genera gran audiencia a nivel nacional, donde permaneció hasta 2019.
Brivio concursa en el programa de telerrealidad de baile El gran show: duodécima temporada, conducido por Gisela Valcárcel, donde obtuvo el noveno puesto tras un mes de competencia.
En 2017, ingresa como locutor en el programa radial El búnker a través de Radio Onda Cero. En 2017, se convierte en Fonola, la voz del narrador de noticias y fútbol de Pelotillehue en la película Condorito.
En 2018, ingresó como conductor del programa Fox Sports Radio de Fox Sports Perú. 
Desde 2020, conduce el programa Más vale tarde de la televisora Latina Televisión.
Desde 2022 a 2023, condujo el programa Arriba mi gente, de la televisora Latina Televisión.
Desde el 27 de agosto de 2022 hasta el 13 de enero de 2024, condujo el programa Sábados en familia, de Latina Televisión.

## Filmografía

### Televisión
| Año           | Programa                | Papel         | Canal                        |
| ------------- | ----------------------- | ------------- | ---------------------------- |
| 1999-2005     | América noticias        | Reportero     |                              |
| 1999-2001     | Primera edición         | Reportero     |                              |
| 1999          | Fin de semana           | Reportero     |                              |
| 1999, 2001-02 | La revista dominical    | Reportero     |                              |
| 2000-01       | Tiempo nuevo            | Reportero     |                              |
| 2001          | América hoy             | Presentador   | América Televisión           |
| 2002          | Utilísima               | Presentador   | América Televisión           |
| 2002-05       | Cuarto poder            | Reportero     |                              |
| 2009-11       | Hola a todos            | Presentador   | ATV                          |
| 2010-11       | Día D                   | Reportero     |                              |
| 2012          | Dos para las 7          | Presentador   | América Televisión           |
| 2012-19       | Esto es guerra          | Presentador   | América Televisión           |
| 2013          | Minuto para ganar vip   | Presentador   | América Televisión           |
| 2014-15       | Sin peros en la lengua  | Reportero     |                              |
| 2016          | Mathi nait              | Presentador   | América Televisión           |
| 2018          | Fox Sports Radio Perú   | Presentador   |                              |
| 2020          | La máscara              | Presentador   | Latina Televisión            |
| 2020          | Contigo en casa         | Copresentador | Latina Televisión            |
| 2020          | Yo soy                  | Copresentador | Latina Televisión            |
| 2020-2022     | Yo soy grandes batallas | Presentador   | Latina Televisión            |
| 2020-2021     | Más vale tarde          | Presentador   | Latina Televisión            |
| 2020-2021     | La Curacao TV           | Presentador   | Latina Televisión La Curacao |
| 2022          | Perú tiene talento      | Presentador   | Latina Televisión            |
| 2022-2023     | Arriba mi gente         | Presentador   | Latina Televisión            |
| 2022-2024     | Sábados en familia      | Presentador   | Latina Televisión            |

### Radio
| Año           | Programa       | Emiosra         |
| ------------- | -------------- | --------------- |
| 2009          | El intruso     | Viva FM 104.7   |
| 2017-18       | El búnker      | Radio Onda Cero |
| 2018-presente | Onda expansiva | Radio Onda Cero |

### Teatro
| Año     | Obra                 |
| ------- | -------------------- |
| 2014-15 | Loco calato          |
| 2017    | El moreno de Mathías |